# Tribal Ghost
Tribal Ghost ist ein Jazzalbum von John Tchicai, Charlie Kohlhase, Garrison Fewell, Cecil McBee und Billy Hart. Die am 9. und 10. Februar 2007 im Birdland, New York City, entstandenen Aufnahmen erschienen 2014 auf NoBusiness Records.

## Hintergrund
John Tchicai erhielt erst mit 71 Jahren die Gelegenheit, im New Yorker Jazzclub Birdland aufzutreten. Dort entschied er sich für eine Band, die Musiker, die er gut kannte, mit weiteren Spielern zusammenbrachte, mit denen er noch nie oder selten zuvor zusammengearbeitet hatte – er mochte sowohl das Vertrauen zwischen langjährigen Partnern sowie das Risiko eines unbekannten Faktors, wenn er spielte, schrieb Ed Hazell in den Liner Notes. Der in Boston lebende Gitarrist Garrison Fewell und der Saxophonist Charlie Kohlhase waren Partner in einem mehrjährigen Trio gewesen, das hauptsächlich in Neuengland spielte, wenn sich Tchicai in den USA aufhielt. Während der Bassist Cecil McBee zuvor noch nicht mit Tchicai gespielt hatte, hatten dieser und Billy Hart Jahre zuvor als Sidemen auf den SteepleChase-Alben von Pierre Dørge (Ballad Round the Left Corner, 1979) und Johnny Dyani (Angolian Cry, 1985) zusammengearbeitet.
Tchicai, Kohlhase und Fewell hatten sich vier Jahre zuvor auf Tchicais Anregung zu einem Trio zusammengeschlossen. Der Däne kannte Charlie Kohlhaase von einer New-England-Tournee, die er 1993 mit dem Either/Orchestra aus Boston gemacht hatte. Er hatte mit Kohlhaase auch auf seiner CD Life Overflowing (Nada, 1999) aufgenommen. Garrison Fewell und John Tchicai hatten sich in Italien getroffen, wo der Gitarrist die Sommer verbrachte, wenn er nicht am Berklee College of Music unterrichtete, und nahmen im Juni 2003 das Album Big Chief Dreaming für Soul Note auf, gefolgt von Good Night Songs (Boxholder). In den Jahren nach diesen Gigs im Dezember 2003 spielten sie in New York, im Casa de Popolo in Montreal und unternahmen andere kurze Tourneen, die sie nach Vermont, New Hampshire, Maine und Clubs und Galerien in der Gegend von Boston führten.
Als John Tchicai einen Auftritt für das Trio im New Yorker Cornelia Street Cafe gebucht hatte, lud Garrison Fewell den Birdland-Veranstaltungsleiter Ryan Paternite ein, sie zu hören. Einige Jahre zuvor, 1998, hatte Fewell dort im Club sein Album Birdland Sessions (Koch Jazz) aufgenommen, mit einem modernen Mainstream-Quartett mit dem Pianisten Jim McNeely, dem Bassisten Steve LaSpina und dem Schlagzeuger Jeff Williams. Beeindruckt von der Musik und dem großen Publikum, das das Trio in dem Club im West Village anzog, lud Paternite sie ein, im Birdland zu spielen. Seine einzige Bedingung: Sie mussten eine Rhythmusgruppe mitbringen. Da Hart zuvor so viel mit McBee zusammengearbeitet hatte und Tchicai von ihrer Arbeit bei den oben erwähnten SteepleChase-Sessions kannte, war er die natürliche Wahl für den Schlagzeuger. „John [Tchicai] wollte eine Rhythmusgruppe, die im Takt spielen, swingen und [auch] frei spielen kann“, sagte Fewell. „Er war sehr genau.“
Das Quintett spielte von Dienstag bis Samstag, und die letzten beiden Nächte wurden aufgezeichnet. Tchicai benannte die Band und auch das Album nach dem Eröffnungsstück des Albums, einem dreiteiligen Komposition Fewells im 7/4-Takt. Das südamerikanische Volkslied „Llanto del Indio“ war ein Lieblingslied von Tchicai; er nahm es erstmals 1968 auf Cadentia Nova Danica und erneut auf 35th Reunion mit dem New York Art Quartet im Jahr 2000 sowie auf Good Night Songs auf.

## Titelliste
- John Tchicai, Charlie Kohlhase, Garrison Fewell, Cecil McBee, Billy Hart – Tribal Ghost (NoBusiness Records NBLP 65)[2]

A1 Tribal Ghost 8:06

A2 The Queen of Ra 10:05

B1 Dark Matter 5:31

B2 Llanto del Indio (Traditional arr. Tchicai) 12:16
Wenn nicht anders vermerkt, stammen die Kompositionen von Garrison Fewell.

## Rezeption
Es sei erstaunlich – auf eine etwas negative Art –, dass dies John Tchicais einziges Clubdate in New York war, meinte Ed Hazell in den Liner Notes. Aber es gebe so viele andere erstaunliche Dinge an dieser Musik, die positiv sind, dass es vielleicht nicht richtig sei, sich mit dem Negativen zu beschäftigen. Es sei zum Beispiel erstaunlich, dass eine Gruppe von Musikern, die für einen so kurzen Zeitraum – nur fünf Tage – zusammengearbeitet haben, Musik von solch nachhaltiger Bedeutung und Schönheit schaffen konnte.
Nach Ansicht von John Sharpe, der das Album in All About Jazz rezensierte, waren von allen Kollaborationen in den späteren Jahren des legendären Holzbläser John Tchicai einige der fruchtbarsten die in Begleitung des Gitarristen Garrison Fewell. Obwohl Tchicai im Mittelpunkt der Aufmerksamkeit steht, würden hier die zurückhaltende Leidenschaft und das schwelende Zusammenspiel des Ensembles das Hauptinteresse schaffen. Jeder konzentriere sich darauf, was die Musik braucht, um zu gelingen. Fewells elegante, balancierte Lyrik glänze aus jedem Track, während sich die subtile und fast telepathische Interaktion der Bläser als mindestens ebenso bemerkenswert erweise wie ihr nicht unerheblicher Zauber im Rampenlicht.